# Олчелера (Комо)
Олчелера је насеље у Италији у округу Комо, региону Ломбардија.
Према процени из 2011. у насељу је живело 17 становника. Насеље се налази на надморској висини од 382 м.